# ناواراگودا
ناواراگودا (به لاتین: Nawaragoda) یک منطقهٔ مسکونی در سری‌لانکا است که در استان مرکزی (سری‌لانکا) واقع شده‌است.